# Oxira borealis
Oxira borealis là một loài bướm đêm trong họ Noctuidae.